# Мариано дел Фриули
Мариано дел Фриули (на италиански: Mariano del Friuli) е малък италиански град и община в Североизточна Италия. Намира се в провинция Гориция на регион Фриули-Венеция Джулия. Разположен е на 32 m надморска височина и територия 8 km2. На изток от града, на около 15 km е провинциалния център град Гориция, а на север на около 35 km е областния център град Удине. Население 1486 жители (декември 2017 г.).

## Личности
Родени
- Дино Дзоф, футболист